# 1978 في سويسرا
فيما يلي قوائم الأحداث التي وقعت خلال عام 1978 في سويسرا.

## رياضة
- 23 يونيو – طواف سويسرا 1978 الفائزون Ueli Sutter [الإنجليزية]‏، بول ويلنس، TI–Raleigh [الإنجليزية]‏، جوسيف فوكس، ماريانو مارتينيز، ديتريش تورو.
- 23 يوليو – سباق طواف فرنسا 1978 الفائزون يوب زوتميلك، فريدي مارتينس، مرسيه [الإنجليزية]‏، جواكيم أغوستينو، بيرنار إينو، ماريانو مارتينيز، Henk Lubberding [الإنجليزية]‏.

## مواليد

### يناير
- 30 يناير – كارمين كونغ لاعبة كرلنغ سويسرية.

### فبراير
- 2 فبراير – باولو كولافيتي لاعب كرة قدم سويسري.
- 8 فبراير – بيت مولر لاعب رماية سويسري.
- 24 فبراير – لوتشيانو

### مارس
- 2 مارس – سيلفيا سبروس ممثلة سويسرية.
- 14 أغسطس – مارسيل فيشر مبارز بالسيف سويسري.
- 20 مارس – تينا شوماخر لاعبة هوكي جليد سويسرية.
- 21 مارس – ماركو بيريز لاعب كرة قدم ليختنشتايني.
- 30 مارس – كريستوف سبيتشر لاعب كرة قدم سويسري.

### أبريل
- 1 أبريل – سيباستيان روث لاعب كرة قدم سويسري.
- 18 أبريل – باران بو أودر مخرج وكاتب سيناريو ألماني.

### يونيو
- 9 يونيو – توماس تسيغلر لاعب هوكي جليد سويسري.

### يوليو
- 6 يوليو – باسكال جيني لاعب كرة قدم سويسري.
- 20 يوليو – جان كلود شيرر لاعب كرة مضرب سويسري.

### أغسطس
- 14 أغسطس – مارسيل فيشر مبارز بالسيف سويسري.
- 24 أغسطس – إيف أليجرو لاعب كرة مضرب سويسري.

### سبتمبر
- 15 سبتمبر – اليساندرو مانقيراتي لاعب كرة قدم سويسري.
- 23 سبتمبر – مارتن إلميغر درّاج طريق سويسري.

### أكتوبر
- 30 أكتوبر – جيراردو سيواني لاعب كرة قدم سويسري.

### نوفمبر
- 11 نوفمبر – فرانكو مارفولي دراج سويسري.
- 21 نوفمبر – أوليفييه بيريز ممثل سويسري.

### ديسمبر
- 14 ديسمبر – باتي شنايدر لاعبة كرة مضرب سويسرية.
- 28 ديسمبر – فريديريك بيج لاعب كرة قدم سويسري.

## وفيات

### يونيو
- 17 يونيو – ليونارد بيندكت لوب (مواليد 1891)

### يوليو
- 13 يوليو – فريتز كراوس (مواليد 1898) ملاح ألماني.

### سبتمبر
- 8 سبتمبر – بانشو فلاديجيروف (مواليد 1899) موسيقي بلغاري.

### أكتوبر
- 29 أكتوبر – يوجين ماك (مواليد 1907) لاعب جمباز فني سويسري.

### ديسمبر
- 12 ديسمبر – هرمان سبرينغر (مواليد 1908) لاعب كرة قدم سويسري.